# Норман Тейлор (веслувальник)
Норман Тейлор (англ. Norman Taylor, 15 квітня 1899 — 14 грудня 1980) — канадський академічний веслувальник.
Срібний призер Олімпійських Ігор 1924 року в складі вісімки.